# Генрік Крістофферсен
Генрік Крістофферсен (норв. Henrik Kristoffersen, 2 липня 1994) — норвезький гірськолижник, спеціаліст з технічних дисциплін, олімпійський медаліст, дворазовий чемпіон світу.
Бронзову олімпійську медаль Крістофферсен виборов на Іграх 2014 року в Сочі в спеціальному слаломі.
На Пхьончханській Олімпіаді він здобув срібло в гігантському слаломі.
Чемпіоном світу Крістофферсен став на світовій першості 2019 року в змаганнях з гігантського слалому. Другу золоту медаль чемпіона світу Крістофферсен здобув у слаломі на світовій першості 2023 року, що проходила в Куршевелі.

## Зовнішні посилання
- Досьє на сайті FIS [Архівовано 23 лютого 2014 у Wayback Machine.]